# Walter Reist

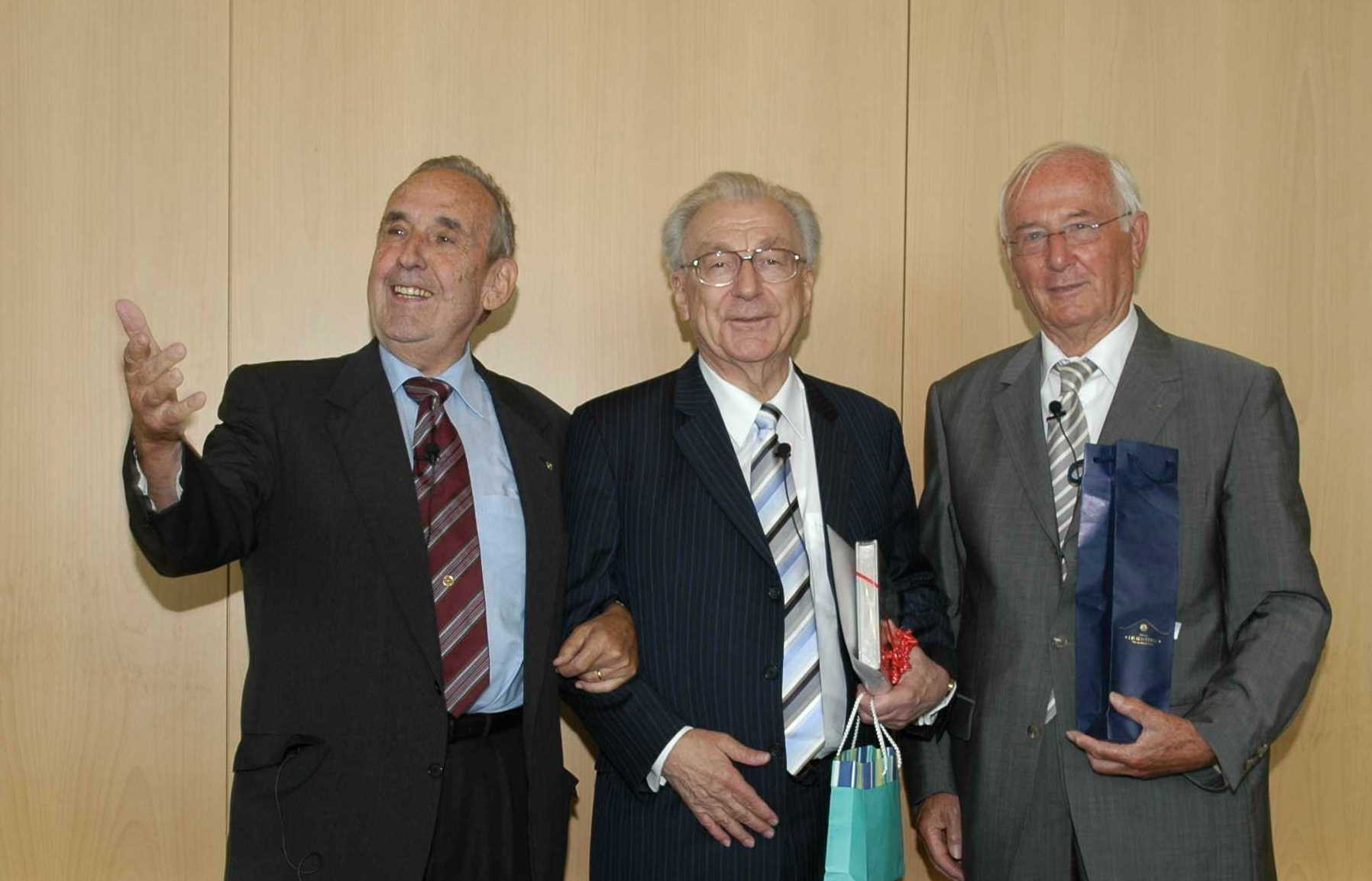
Walter Reist, Lothar Späth und Bernd Rüthers im Lilienberg Unternehmerforum (2008)

Walter Albert Reist (* 19. Februar 1927 in Schaffhausen; † 7. Juni 2022 in Hinwil) war ein Schweizer Unternehmer.

## Berufsweg und Unternehmensgründung
Während der Ausbildung zum Maschineningenieur arbeitete Walter Reist als Konstrukteur bei der Firma Daverio in Zürich, bei der er 1953 einen neuartigen, schmierfreien Zeitungstransporteur für die Neue Zürcher Zeitung entwickelte. 1957 gründete er in Dietlikon mit Hans Fehr die Fehr & Reist AG, heute WRH Walter Reist Holding. Das Unternehmen hat seinen Hauptsitz seit 1963 in Hinwil. Es baut und vertreibt Förder- und Verarbeitungssysteme für die Druckindustrie. 2006 beschäftigte die WRH Walter Reist Holding mit ihren Tochterfirmen Ferag, Denipro, PMC sowie gegen 20 Verkaufs- und Vertriebsgesellschaften weltweit über 1500 Mitarbeitende. Das Unternehmen ist eine Familiengesellschaft und liegt seit 1997 in den Händen der 2. Familiengeneration.

## Erfindungen und Würdigungen
Walter Reist war Inhaber von über 3500 Patenten im Bereich der Druckweiterverarbeitung. 1993 verlieh ihm die Eidgenössische Technische Hochschule Zürich den Ehrendoktor der technischen Wissenschaften in Anerkennung seiner Erfindungen auf dem Gebiet der Förderung, der Verarbeitung und des Versands von Druckerzeugnissen.
2007 erhielten Reist und seine Ehefrau das Ehrenbürgerrecht der Gemeinde Hinwil. Reist war eng mit der Gemeinde verbunden, für die er sich vielfältig engagierte.

## Lilienberg Unternehmerforum
1987 gründete Walter Reist das Lilienberg Unternehmerforum zur Förderung des Unternehmertums. In Ermatingen errichtete er im Jahr 1989 das Lilienberg Unternehmerforum. Es bietet unternehmerischen Persönlichkeiten einen Begegnungsort für den Erfahrungsaustausch und die gegenseitige Schulung. An rund 60 forumseigenen Anlässen (in den Bereichen Begegnung, Gespräch und Bildung) wie Kolloquien, Tagungen und mehrtägigen Seminaren nehmen jährlich mehrere Hundert Persönlichkeiten aller Wirtschaftsbranchen teil.